# Militärputsch vom 18. November 1963
Der Militärputsch vom 18. November 1963 im Irak war der Höhepunkt jener Machtkämpfe, die zum vorübergehenden Machtverlust der Baath-Partei führten, nachdem sie erst im Februar 1963 durch einen Militärputsch gegen Abd al-Karim Qasim an die Macht gekommen war. Von Baath-Gegnern wird der Militärputsch auch als Novemberrevolution, von baathistischer Seite hingegen als November-Konterrevolution bezeichnet.

## Das Vorspiel
Hauptverantwortlich für die folgenden Ereignisse war der Generalsekretär der irakischen Sektion der Baath-Partei, ʿAlī Sālih as-Saʿdī, zugleich Innenminister und Vizepremier unter dem Baath-Premier Ahmad Hasan al-Bakr. Im Oktober 1963 hatte as-Sa'di auf dem gesamtarabischen Sechsten Parteitag (Nationalkongress) der Baath-Partei in Damaskus die Abwahl der Gründerväter Aflaq und Bitar betrieben. Am 11. November beriefen as-Sa'di und seine Anhänger eine „außergewöhnliche Parteikonferenz“ ein, um al-Bakr und andere Rivalen aus der Partei auszuschließen. Bakr-treue Baath-Offiziere verhafteten sie, woraufhin am 13. November der as-Sa'di-Vertraute Wandawi, abgesetzter (aber nicht zurückgetretener) Chef der Nationalgarde, Ziele in Bagdad bombardierte und fünf Tage lang in der Hauptstadt wütete. Hassan al-Bakr rief den an sich rein repräsentativen Präsidenten Abd as-Sallam Arif zu Hilfe, der als Oberbefehlshaber der Armee wieder Ruhe und Ordnung herstellte.

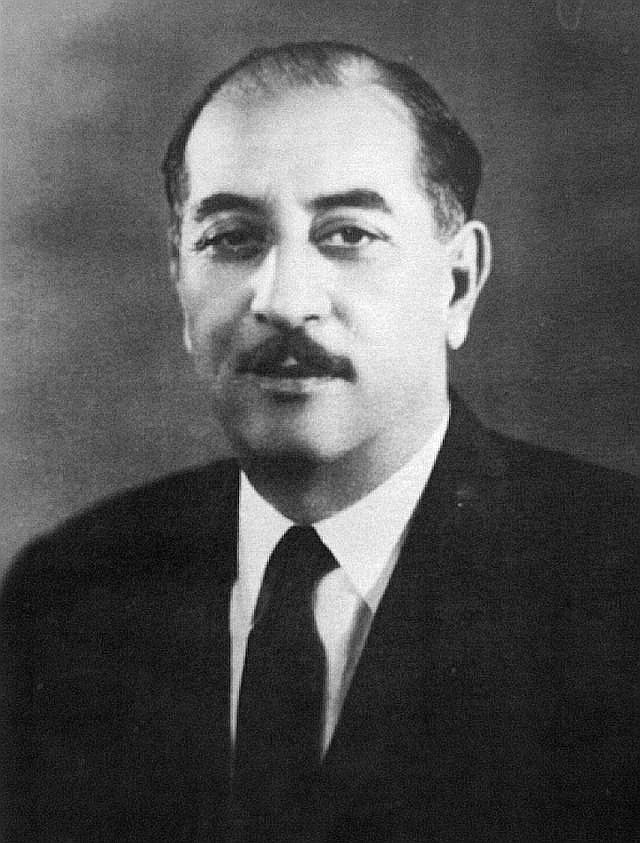
Premier Ahmad Hasan al-Bakr
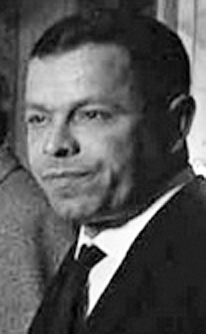
Innenminister ʿAlī Sālih as-Saʿdī
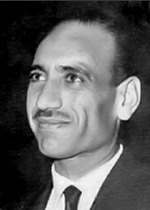
Präsident Abd as-Sallam Arif
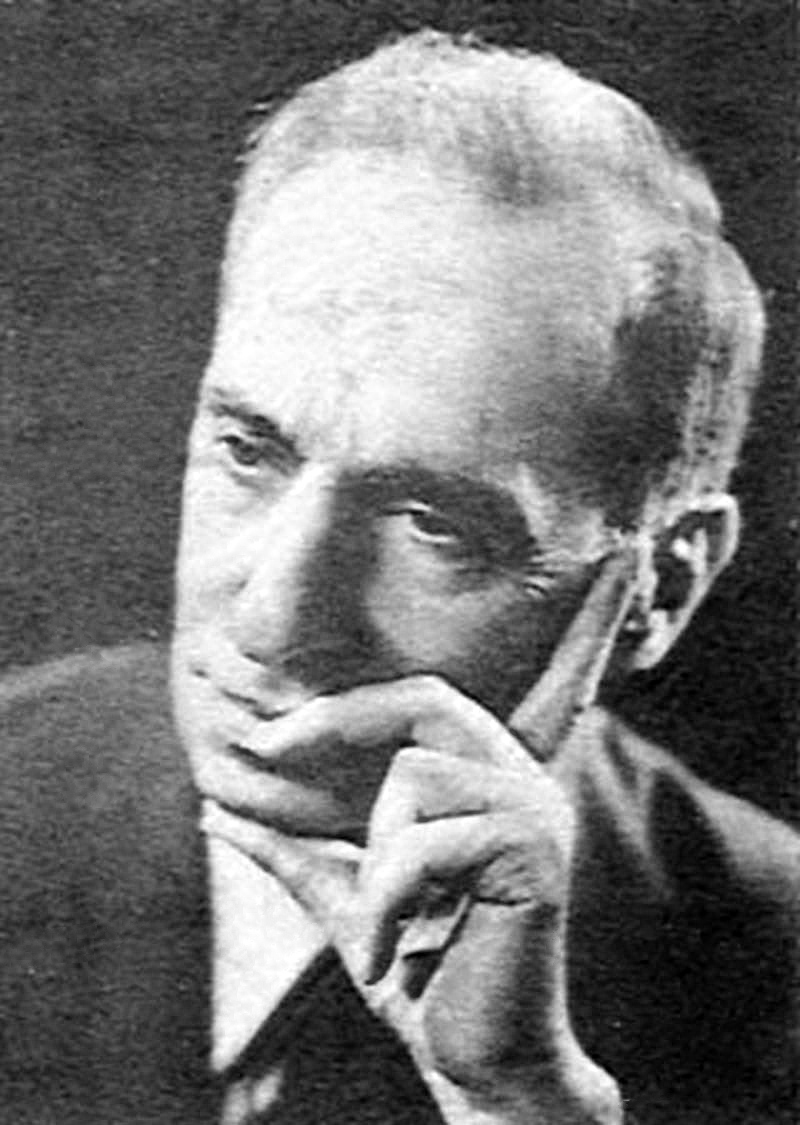
Parteichef Michel Aflaq

## Der Sturz
Die um Arif versammelten Gegner der Baath-Partei nutzten den Machtzuwachs des Präsidenten. Durch einen Putsch Arif-treuer Militärs wurde al-Bakr am 18. November als Premier abgesetzt, Arif selbst übernahm zunächst die Regierungsgeschäfte. Von der Baath-Partei wird dieses Ereignis als die eigentliche Konterrevolution, die Revolte gegen ihre Herrschaft, dargestellt. Vergeblich hatten Michel Aflaq, Syriens Präsident Amin al-Hafiz und Syriens Generalstabschef Salah Dschadid mit einer Reise nach Bagdad den Sturz der dortigen Baath-Regierung noch abzuwenden versucht und waren dabei sogar für einige Stunden von irakischen Militärbehörden verhaftet worden. Hassan al-Bakr verblieb das machtlose Vizepräsidentenamt, das er im Frühjahr 1964 ebenfalls aufgeben musste. Neuer Premier wurde der Ex-Baathist und Neu-Nasserist Tahir Yahya.
Übrigens warfen sich sowohl die einander bekämpfenden Fraktionen der Baath-Partei als auch Baath-Partei und Arif gegenseitig vor, zu den „Rechten“ bzw. reaktionären Kräften zu zählen.

## Auswirkungen
Mit dem Militärputsch vom November 1963 wurde der Irak von einer „parlamentarischen“ Republik (unter einem Premierminister) zu einer Präsidialrepublik unter Arif (bis 1966/68). 1964 bis 1968 war allerdings das Amt des Vizepräsidenten abgeschafft.